# USS 타이콘데로가 (CV-14)
USS 타이콘데로가 (CV-14)는 미국 해군의 에식스급 항공모함이다.

## 역사
1943년 기공식을 가져 건조에 착수, 1944년에 진수하고 취역했다.
태평양 전쟁에 참전해 일본군과 교전했다. 전쟁 직후 퇴역했다가, 한국전쟁 말기에 재취역했다. 너무 늦게 재취역해서 한국전쟁에는 참전하지 못했고, 월남전에서 활약했다.
1972년 6월 6일, 대잠항모인 타이콘데로가 항공모함이 필리핀 수빅만에 있는데, 1주일내로 베트남 통킹만에 도달할 것이라고 말했다. 구축함 4척을 대동하고 있다.

## 태평양 전쟁

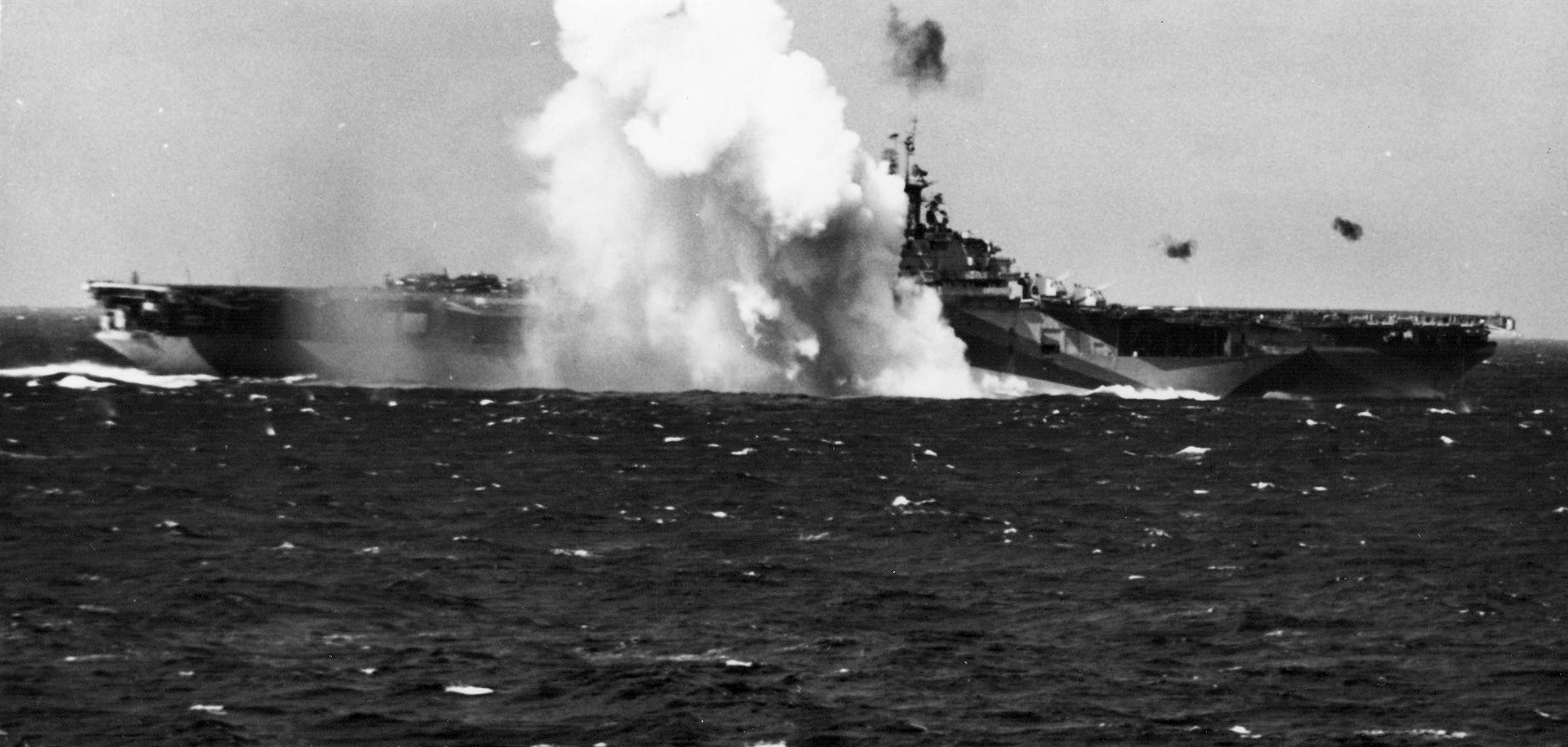
1944년 가미카제 공격을 받은 타이콘데로가함

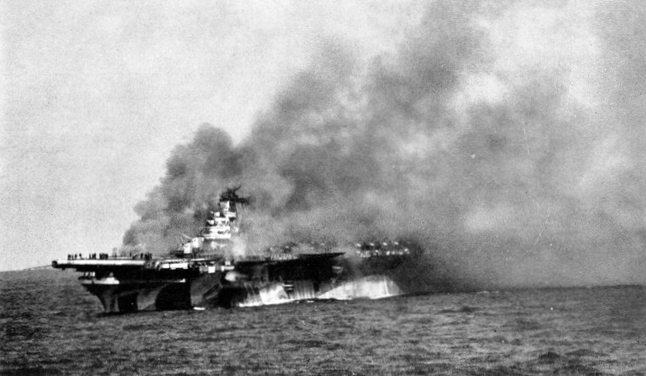
1945년 가미카제 공격을 받은 타이콘데로가함

1944년 11월 5일, 일본의 전투기들이 가미카제 공격을 했다.
1945년 1월 21일, 정오가 지나자마자, 일본의 전투기들이 가미카제 공격을 했다. 첫번째 전투기가 랭리함에 자살 공격을 했다. 두번째 일본 전투기가 타이콘데로가함을 공격했다. 타이콘데로가의 비행갑판을 들이받고 폭발해, 여러대의 미국 전투기들이 폭발해 다수가 사망했다. 항공모함이 10도 정도 기울어졌다. 이어진 가미카제 공격은 대공포가 3대를 요격해 바다에 추락했다. 그러나 마지막 비행기는 다시 타이콘데로가의 함교 근처를 명중, 폭발했다. 100명의 사상자가 추가로 발생했다. 클레퍼 함장도 부상했다.

## 전후
1956년 8월 2일, 타이콘데로가는 노포크로 돌아와 SCB-125 개조를 하였다. 일직선이던 항공모함에 함미에서 왼쪽으로 경사각을 가진 비행갑판을 추가했다.